# Karen Whitsett

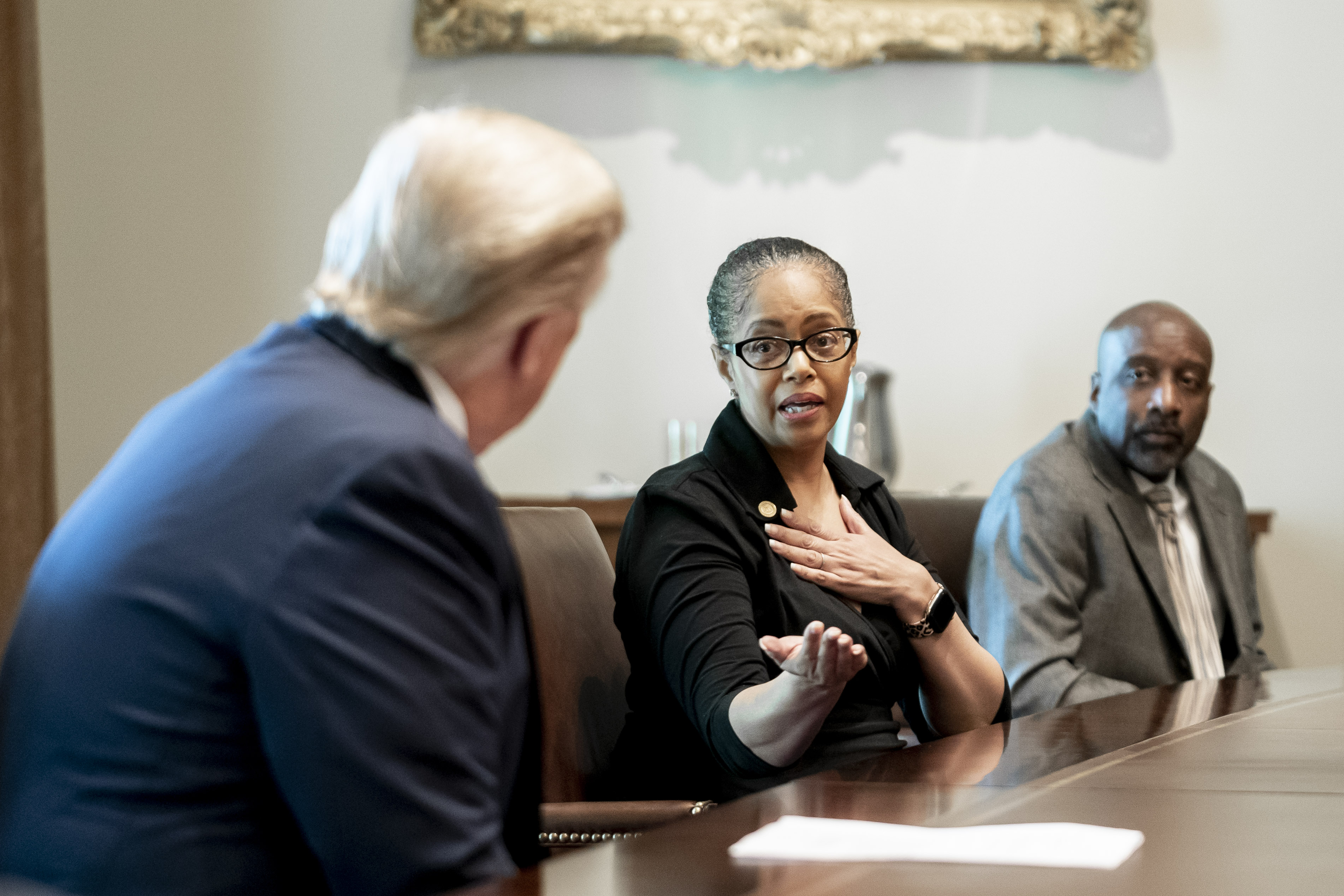
Whitsett com o presidente Donald Trump em 2020

Karen Whitsett é uma política americana de Michigan. Whitsett é um membro democrata da Câmara dos Representantes de Michigan do Distrito 9.

## Início de vida
Whitsett nasceu em Detroit, Michigan.

## Carreira
Em 6 de novembro de 2018, Whitsett venceu a eleição e tornou-se um membro democrata da Câmara dos Representantes de Michigan para o Distrito 9. Whitsett derrotou James Stephens com 95,1% dos votos.
Em maio de 2020, Whitsett anunciou que processaria a governadora de Michigan Gretchen Whitmer pela sua censura. Em junho de 2020, Whitsett desistiu do processo.

## Vida privada
O marido de Whitsett é Jason. Eles têm um filho. Whitsett e a sua família moram em Detroit, Michigan.
Whitsett anunciou que ela foi diagnosticada com COVID-19 no dia 6 de abril de 2020. Ao mesmo tempo, Whitsett elogiou o presidente Donald Trump e o seu apoio pessoal aos tratamentos com hidroxicloroquina e azitromicina que salvaram a sua vida, afirmando: "Se o presidente Trump não tivesse falado sobre isso, não seria algo acessível para qualquer pessoa conseguir isso agora, nem seria possível."